# Knautia gussonei
Knautia gussonei är en tvåhjärtbladig växtart som beskrevs av Szabó. Knautia gussonei ingår i släktet åkerväddar, och familjen Dipsacaceae. Inga underarter finns listade i Catalogue of Life.